# ダグラス・ゴードン
ダグラス・ゴードン（Douglas Gordon、1966年9月20日 - ）はスコットランド出身の芸術家。ヤング・ブリティッシュ・アーティストの1人。

## 略歴
- 1966年、スコットランドのグラスゴーに生まれる。
- 1988年、グラスゴー美術学校で彫刻と環境美術を学び卒業。
- 1990年、スレード美術学校卒業。在学中、映像について学ぶ。同年、グラスゴーに戻り、Transmission Galleryに関わる。
- 1993年、代表作である「24時間サイコ（24 Hour Psycho）」を発表。
- 1990年代半ばから拠点をドイツのケルンに移す。
- 1996年、ターナー賞を受賞。
- 1997年、ヴェネツィア・ビエンナーレのプレミオ2000賞を受賞。
- 1998年、ソロモン・R・グッゲンハイム美術館でヒューゴボス賞を受賞。
- 2008年、ロスウィタハフトマン賞を受賞。
- 2018年、エジンバラ王立協会のフェローに選出される。

## 作品
映像（ビデオアート）を中心に写真、絵画、文章、インスタレーション、パフォーマンスなど多岐にわたる。
映像作品では既存の映画をスローにするなどの操作をし展示することによってその意味を変えてしまう。
一貫して生と死、善と悪、認識と記憶、現実と虚構などに関して彼独特の問いかけを続ける。
代表作品には「24時間サイコ（24 Hour Psycho）」(1993)や「正義の罪人の告白」(1995)、映像以外では「インストラクション」(1994)や「タイトルなしのテキスト（ここでない他の場所のために）」(1996)などがある。